# Godfried Danneels

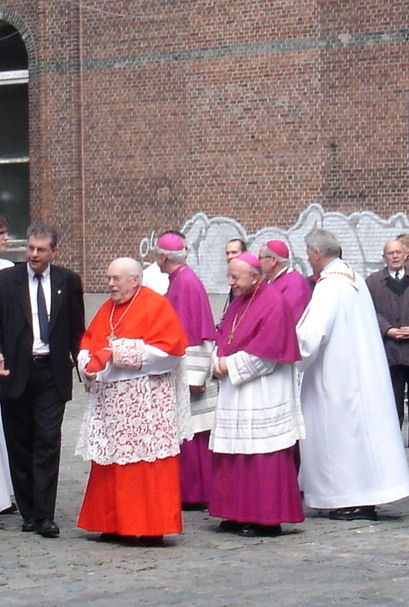
El cardenal Danneels amb el vestit coral (esquerra).

Godfried Danneels   (Kanegem, 4 de juny de 1933 - Malines, 14 de març de 2019) va ser un cardenal belga de l'Església catòlica. Serví com a arquebisbe metropolità de Malines-Brussel·les i president de la Conferència Episcopal Belga entre 1979 i 2010. Va ser elevat al cardenalat el 1983. El 18 de gener de 2010 el Papa Benet XVI acceptà la seva renúncia en complir els 75 anys.

## Biografia
Nascut a Kanegem, Tielt, Flandes Occidental, era el major de sis germans. Danneels ingressà al seminari de Bruges, sent ordenat prevere el 17 d'agost de 1957 per Emiel-Jozef De Smedt, bisbe de Bruges.

### Professor i pastor
Estudià filosofia tomista a l'Institut Superior de Filosofia de Lovaina i teologia a la Pontifícia Universitat Gregoriana de Roma. En obtenir el doctorat en teologia, ensenyà al seminari de Bruges i a la Universitat Catòlica de Lovaina, sent a més director espiritual del seminari.
Com a escolar, realitzà un estudi sobre la litúrgia i escriví diversos articles pel "Diccionari de la Litúrgia". Danneels va participar en la redacció del Sacrosanctum Concilium, un document que inicià la reforma litúrgia del Concili Vaticà II.

### Bisbe
El 4 de novembre de 1977, Danneels va ser nomenat bisbe d'Anvers pel Papa Pau VI. Va rebre la seva consagració episcopal el 18 de desembre següent de mans del cardenal Leo Joseph Suenens. Danneels va ser promogut a l'arquebisbat de Malines-Brussel·les el 19 de desembre de 1979, convertint-se en el Primat dels Belgues i en l'ordinari militar.

### Cardenal
Daneels va ser creat cardenal pel Papa Joan Pau II al consistori celebrat el 2 de febrer de 1983, rebent el títol de cardenal prevere de Santa Anastasia.
Des de 2001, Daneels ha format part del secretariat permanent del sínode episcopal. A la cúria romana és membre de la Congregació per a la Doctrina de la Fe i de la Congregació per al Clergat, a més és membre del Consell de les sessions de la Secretaria d'Estat i de les congregacions pel Culte Diví i la Disciplina dels Sagraments, per a l'Evangelització dels Pobles, per a l'Educació Catòlica i per a les Esglésies Orientals. Entre 1990 i 1999 va ser el president internacional de Pax Christi, una organització catòlica per la pau. Danneels ha rebut doctorats honorífics per la universitat de Georgetown i per la Universitat catòlica de Tilburg.
Al 2003, Danneels va ser votat com la «personalitat més remarcable de l'any» pels espectadors de la televisió flamenca.

### Conclave papal de 2005
En morir el Papa Joan Pau II al 2005, Danneels va ser senyalat com un papabile), tot i que en contra seu tenia el fet que era arquebisbe d'un país on l'avortament, l'eutanàsia i el matrimoni homosexual havien estat legalitzats recentment i on, sota la seva supervisió, l'assistència eclesial i les vocacions pastorals havien caigut a nivells històrics.
Danneels va participar en el conclave de 2005, on s'escollí el Papa Benet XVI.

### Retir i successió
Al 2008, Sanneels assolí l'edat prevista de retir i, el 18 de gener de 2010, va ser rellevat com a arquebisbe de Mechelen-Brussel·les per André-Mutien Léonard, conegut per ser un dels prelats més conservadors de l'Església Catòlica belga.
Danneels participà com a cardenal elector al conclave de 2013, on s'escollí el Papa Francesc. Danneels va ser el cardenal prevere de més rang en participar, només superat pels cardenals bisbes. A la inauguració papal del Papa Francesc, Danneels pronuncià la pregària formal pel nou Papa en absència del cardenal protoprevere, cardenal Paulo Evaristo Arns.
El 4 de juny de 2013 complí 80 anys, perdent el dret per participar en futurs conclaves.

## Daneels i la cort
El cardenal és molt proper a la cort reial belga, i oficia pràcticament totes les grans cerimònies de la cort:
Baptismes reials
- Elisabeh, duquessa de Brabant
- Amadeu, Arxiduc d'Àustria
- Príncep Emmanuel
- Príncep Gabriël
- Princesa Eleonore

Funerals reials
- El Rei Balduí  i la Reina Fabiola
- El Rei Leopold III
- La Princesa de Rethy

Al 2005 també oficià el funeral de la Gran duquessa Josepa Carlota de Luxemburg.
Casaments reials
- El rei Felip amb la reina Matilde d'Udekem d'Acoz, llavors Ducs de Bravant
- L'Arxiduc Llorenç d'Àustria-Este i la Princesa Àstrid
- El Príncep Llorenç i la Princesa Clara
- Amadeu, Arxiduc d'Àustria i Elisabetta Maria Rosboch von Wolkenstein
- L'Arxiduquessa Maria-Cristina d'Àustria i el Comte Rodolf de Limburg Stirum

## Opinions
Les opinions del cardenal Danneels són classificades com a reformistes en el si del Col·legi de Cardenals:.
- Sexualitat i malalties de transmissió sexual: si bé defèn l'abstinència, accepta l'ús del preservatiu com a mitjà per combatre la SIDA. No encoratja l'ús del preservatiu, però li reconeix que és un mal menor: «si hom té un comportament sexual inadequat, és millor que faci servir un preservatiu per no posar en perill la seva vida o la d'un altre; però seria millor si s'és fidel a la vida sexual». En aquest pun, la seva opinió no difereix massa de la de l'Església catòlica.[12]
- Homosexualitat: considera l'homosexualitat (en el sentit de tendència homosexual) com un fet de natura i no pas una elecció. L'acte homosexual cal evitar-lo: el 1999, va suspendre a un sacerdot homosexual que vivia amb la seva parella. També reconeix que el matrimoni homosexual és una responsabilitat de l'Estat i no de l'Església,[13] tot i que seria un altre terme usat per descriure aquesta unió.
- Paper de la dona en l'Església: el cardenal Danneels afavoreix un paper més important per a elles; en això, el seu punt de vista no és fonamentalment diferent de la de l'Església Catòlica. No vol que hi hagi dones sacerdots a l'Església, tot i que reconeix que no es pot explicar amb arguments del món modern.[12]

Organització de l' Església : predica a una major descentralització de l'Església.
- Tradicionalisme: S'hauria oposat al motu proprio que la liberalitza la missa tridentina.[14]

### Investigació sobre els abusos de menors a l'arxidiòcesi
Com a part d'una investigació sobre els casos de pedofília a l'església belga, es va dur a terme una recerca àmplia el 24 de juny de 2010 a les institucions de l'arxidiòcesi de Malines-Brussel·les.
La raó d'aquesta operació és una declaració oberta per al atemptats al pudor comesos sobre menors d'edat. El palau arquebisbal de Malines va ser registrat, així com la cripta de la catedral de Sant Rombaut a Malines, el domicili del cardenal Danneels, i els locals de la Comissió per al tractament de les queixes d'abús sexual a una relació pastoral , establert el 2000. A més també es van registrar material i arxius informàtics, incloent els designats per la Comissió. També es confiscaren de l'ordinador personal de Danneels.
El 6 de juliol de 2010, el cardenal va ser interrogat en qualitat de testimoni durant més de deu hores per la justícia, però no se'l va acusar de res. L'interrogatori, molt publicitat, va estar marcat pel risc d'irregularitats i diversos violacions de la confidencialitat de les investigacions, informació no verificada que es dona regularment a la premsa. El 13 d'agost de 2010, el fiscal general considerà que les recerques realitzades dins de l'Església al juliol de 2010 tenien irregularitats: «que eren massa generals, superant la remissió del jutge d'instrucció», va dir l'advocat el cardenal Danneels. Els registres efectuats per la Comissió es declararen nuls i els dossiers van haver de ser retornats. El 9 setembre 2010 la Cambra de acusacions de Brussel·les arribà a la conclusió que les recerques ordenades al juny al palau episcopal de Malines i a la casa del cardenal Danneels eren il·legals. Totes allò que havia estat requisat va haver de ser retornats.
Al setembre de 2010, diversos mitjans van criticar el cardenal Danneels per no haver fomentat la renúncia del bisbe de Bruges, Roger Vangheluwe, quan es va fer públic, el 8 d'abril de 2010, els abusos comesos per aquest entre 1973 i 1986. Un cop assumit un paper de mediació entre la víctima i Roger Vangheluwe, mentre que els fets encara no eren públics, semblava que Monseynor Danneels volia protegir la reputació del bisbe de Bruges. El cardenal Danneels, en una entrevista amb La Libre Belgique el 7 de setembre de 2010, va admetre haver comès un error de judici per no immediatament demanant la dimissió de Vangheluwe

### Vocacions
La vigília de la seva partida, l'arxidiòcesi és una de les diòcesis de Bèlgica, on la caiguda de la pràctica és la més important i el declivi de vocacions és el més ràpid. Així, el nombre de seminaristes a l'any escolar 2008-2009 és de sis seminaristes amb 2.471.000 d'habitants, contra els 37 seminaristes de Namur (sobre 683.000 habitants). Cal tenir en compte, però, que la majoria dels seminaristes de Namur no són originaris de la diòcesi, sinó que són estrangers, seguint una política de contractació fora de la diòcesi del bisbe de Namur, Monsenyor Léonard en aquells moments.
La pràctica religiosa a l'arxidiòcesi de Malines-Brussel·les va ser del 11% el 1998 i el 7% el 2006.

### Controvèrsia
A més del seu paper en cobrir els casos d'abusos sexuals i en acceptar la legislació per a la unió de les parelles homosexuals, Danneels ha enutjat alguns catòlic en sospitar-se que havia aprovat, si no directament, la maçoneria a Bèlgica. D'acord amb algunes fonts, Danneels parlà en una trobada maçònica vestit amb les robes de maçó, té amistat amb el Gran Orient de Bèlgica i té diversos llibres sobre la maçoneria, incloent "Esdevenir un Maçó al Gran Orient de Bèlgica".
Danneels ha admès formar part a un club dedicat a oposar-se al papat de Benet XVI i elegir a Jorge Mario Bergoglio com el nou Papa. El grupm va prendre el nom de Saint Gallen.

## Honors
Balí Gran Creu de Cavaller de Justícia del Sacre Orde Militar Constantinià i de Sant Jordi (Casa de Borbó-Dues Sicílies)

## Obres
- L'humanité de Dieu, Paris, Desclée de Brouwer, 1994.
- Nous sommes tous des orphelins, 1999.
- Figures bibliques, Cerf, Paris, 2001.
- Franc-Parler (entretiens avec le cardinal Danneels), Desclée de Brouwer, Paris, 2002.
- Jan Becaus et Christian Laporte, Godfried Danneels. Confidences d'un cardinal (entretiens), Racine, Bruxelles, Belgique, 2009
- La résurrection, ill. de Kim En Joong, Éditions du Cerf, Paris, 2010